# Nimi
En la mitología hinduista, Nimi es considerado el primer rey de la estirpe de Yanakas (los reyes de la región de Mithila, en la antigua India). Nimi era nieto del rey Manu y el menor de los cien hijos del rey Iksuakú.

## Nombre sánscrito
- nimi, en el sistema AITS (alfabeto internacional para la transliteración del sánscrito).[2]
- निमि, en escritura devanagari del sánscrito.[2]
- Pronunciación: /ními/.[2] o bien
- Etimología:[2] nimi podría provenir de ni-mish: parpadear, cerrar los párpados.
  - En el Rig-veda (el texto más antiguo de la India, compuesto hacia el 1500 a. C.) no se menciona la palabra nimi, pero sí ya existía mish: abrir los ojos, parpadear, guiñar, abrir y cerrar los ojos, pestañear, cerrar los párpados, quedarse dormido. Ya en el Átharva-veda (hacia el 1000 a. C.) aparece nimish, con el mismo significado. Entonces la palabra más antigua no sería nimi sino mish, de la que surgió primero nimish y después nimi.

### Otras acepciones del nombre Nimi[2]
- Nimi: nombre de varios reyes de Videja; según las Leyes de Manu y el Majábharata.
- Nimi: nombre de un hijo de Dattatreia; según el Majábharata.
- Nimi: nombre de un hijo de Íksuaku, que perdió su cuerpo por una maldición de Vásistha pero se encuentra en los ojos de todos los seres vivos (en la forma de párpados); según varios Puranas. Véase el Visnú-purana (4.5).
- Nimi: nombre del 21.º arjat yaina del actual ava-sarpiṇī (identificado con el Nimi anterior); según lexicógrafos como Amara-Simha, Jema-Chandra, etc.
- Nimi: nombre de un hijo de Bhayamana; según el Visnú-purana.
- Nimi: nombre de un hijo de Danda-Pani; según el Bhágavata-purana.
- Nimi: nombre de un dánava; según el Jari-vamsha.
- Nimi: el cierre o pestañeo de los ojos, el parpadeo; según el Bhágavata-purana (9.24.64).
- Nimi: nombre de un tathāgata; según el Sukhavati-viuja (capítulo 1).

## La leyenda de Nimi
Según el Visnú-purana y el Brijad-visnú-purana, Nimi se convirtió en el primer rey de Mithila. Su capital era Yaianti Pura, que más tarde fue llamada en Janakpur.

### Sacrificioiagñáde Nimi[6]
En una ocasión, Nimi deseaba realizar un iagñá (sacrificio de fuego) e invitó al santo Vásistha para que fuera el sacerdote principal. Sin embargo Vásistha ya se había comprometido a llevar a cabo un iagñá de 500 años de duración para el dios Indra, por lo que le dijo a Nimi que aceptaba la invitación, pero que primero realizaría el iagñá para Indra. Nimi no contestó. El santo Vásistha tuvo la impresión de que el rey Nimi había consentido en esperarlo.
Vásistha realizó el iagñá para Indra y se apresuró a presidir el iagñá del rey Nimi, pero descubrió que el rey había invitado al rishí Gótama, que ya había comenzado el sacrificio de fuego. El santo Vasishtha se encolerizó y maldijo al rey Nimi a abandonar su cuerpo físico. Mientras Nimi moría, lleno de furia por la injusticia, también condenó al santo a una muerte instantánea.
Los brahmanes guardaron el cuerpo de Nimi en sustancias aromáticas (para que su carne no oliera a putrefacción) y continuaron el sacrificio. Cuando el iagñá de Nimi fue completado con éxito, los sacerdotes brahmanes pidieron a los dioses que a cambio permitieran que Nimi volviera a ingresar en su cuerpo humano. Sin embargo, Nimi se negó a entrar de nuevo en su cuerpo echado a perder, pero solicitó que se le permitiera vivir en los ojos de todos los seres vivos. Los dioses asintieron a su deseo y le dieron forma de pestañas ―que en sánscrito se llaman nimisha―, que desde ese día estuvieron presentes en todos los seres.
Vásistha pudo obtener un siguiente cuerpo humano gracias a los dioses Váruna y Mitra, que observaron a la apsará (ninfa) Urwashi y eyacularon en un pote. Cubrieron la mezcla de ambos sémenes con ghi (mantequilla clarificada), y sin intervención de un útero femenino, nació Vásistha.

## Hijos de Nimi
Nimi no había dejado descendientes, por lo que los sabios brahmanes masajearon su cuerpo para extraer semen. Nimi había sido tan poderoso, que su simiente ―sin intervención de un útero femenino― produjo dos hijos: Devarat (que recibiría de manos de los devas el arco del dios Shivá) y Mithi (que sería el fundador del reino de Videja, y sería su primer Yanaka).